# Tirna
Tirna je naselje v Občini Zagorje ob Savi.Leži na nadmorski višini 600m.